# 阿德里安·曼納里諾
阿德里安·曼納里諾（法語：Adrian Mannarino，1988年6月29日—）是一位法國職業網球運動員。目前最高單打排名為22，拥有五个ATP单打冠军头衔。

## 外部連結
- 阿德里安·曼納里諾（英文/西班牙文）的官方資料
- 阿德里安·曼納里諾的國際網球總會 職業／青少年 官方資料（英文）
- 阿德里安·曼納里諾的官方資料（英文）